# 74
74（七十四、しちじゅうし、ななじゅうよん、ななじゅうし、ひちじゅうし、ななそじあまりよつ）は自然数、また整数において、73の次で75の前の数である。

## 性質
- 74は合成数であり、正の約数は 1, 2, 37, 74 である。
  - 約数の和は114 。
- 25番目の半素数である。1つ前は69、次は77。
- 1/74 = 0.0135… (下線部は循環節で長さは3)
  - 逆数が循環小数になる数で循環節が3になる4番目の数である。1つ前は54、次は108。(オンライン整数列大辞典の数列 A069105)
- 偶数のノントーティエントである。1つ前は68、次は76。
  - (74, 76) は2連続偶数が共にノントーティエントとなる最小の数である。次は112。
- 742 + 1 = 5477 であり、n2 + 1 の形で素数を生む16番目の数である。1つ前は66、次は84。
- 約数の和が74になる数は1個ある。(73) 約数の和1個で表せる22番目の数である。1つ前は68、次は78。
- 各位の和が11になる6番目の数である。1つ前は65、次は83。
- 74 = 52 + 72
  - 異なる2つの平方数の和で表せる22番目の数である。1つ前は73、次は80。(オンライン整数列大辞典の数列 A004431)
  - n = 2 のときの 5n + 7n の値とみたとき1つ前は12、次は468。(オンライン整数列大辞典の数列 A074616)
- 74 = 12 + 32 + 82 = 32 + 42 + 72
  - 3つの平方数の和2通りで表せる10番目の数である。1つ前は69、次は75。(オンライン整数列大辞典の数列 A025322)
  - 異なる3つの平方数の和2通りで表せる3番目の数である。1つ前は69、次は77。(オンライン整数列大辞典の数列 A025340)
  - 74 = 12 + 32 + 82
    - n = 2 のときの 1n + 3n + 8n の値とみたとき1つ前は12、次は540。(オンライン整数列大辞典の数列 A074510)

  - 74 = 32 + 42 + 72
    - n = 2 のときの 3n + 4n + 7n の値とみたとき1つ前は14、次は434。(オンライン整数列大辞典の数列 A074549)
- 74 = 22 + 32 + 52 + 62
  - n = 2 のときの 2n + 3n + 5n + 6n の値とみたとき1つ前は16、次は376。
  - 74 = (5−1/2)2 + (7−1/2)2 + (11−1/2)2 + (13−1/2)2
- 74 = 64 + (6 + 4)
  - n = 4 のときの n3 とその各位の和との和とみたとき1つ前は36、次は133。(オンライン整数列大辞典の数列 A123135)

## その他 74 に関すること
- 西暦74年
- 原子番号 74 の元素はタングステン (W)。
- 陸上自衛隊の74式戦車の 74 は制式採用された年。
- 第74代天皇は鳥羽天皇である。
- 日本の第74代内閣総理大臣は竹下登である。
- 大相撲の第74代横綱は豊昇龍智勝である。
- 第74代ローマ教皇はマルティヌス1世（在位：649年7月5日～653年）である。
- 年始から数えて74日目は3月15日、閏年では3月14日。
- アメリカ合衆国の独立記念日は7月4日である。
- 高校の卒業に必要な単位数。
- 標準ロジックICには74シリーズ（7400番台・74000番台）がある。
- レーサー加藤大治郎のゼッケン番号であると同時に、MotoGP での永久欠番となっている。
- クルアーンにおける第74番目のスーラは包る者である。
- 空間内において最も密に球を並べる方法は六方最密充填構造と面心立方格子構造の2通りありどちらも充填率は約74%である。(正確には{\displaystyle {\frac {{\sqrt {2}}\pi }{6}}})(オンライン整数列大辞典の数列 A093825)